# 山形県の県道一覧
山形県の県道一覧（やまがたけんのけんどういちらん）は、山形県を通る県道の一覧である。
以下、1983年（昭和58年）4月1日山形県告示第564号以降に認定された路線を列挙する。

## 主要地方道

### 1 - 73
- 1 米沢高畠線
- 2 米沢猪苗代線（西吾妻スカイバレー。冬期閉鎖区間あり）
- 3 米沢南陽白鷹線（かつての米沢南陽線：1994年（平成6年）3月29日山形県告示第306号により現路線に変更[2]。不通区間あり）
- 4 米沢飯豊線
- 5 山形南陽線
- 6 米沢停車場線
- 7 高畠川西線
- 8 川西小国線
- 9 長井大江線
- 10 長井飯豊線
- 11 長井白鷹線
- 12 白石上山線（蔵王エコーライン。かつての上山川崎線：1994年（平成6年）3月29日山形県告示第306号により現路線に変更[2]。冬期閉鎖区間あり）
- 13 上山七ヶ宿線
- 14 上山蔵王公園線
- 15 玉川沼沢線（かつての上山中山線：1993年（平成5年）4月1日山形県告示第354号により廃止[3]。現路線は1994年（平成6年）3月29日山形県告示第306号により認定[2]。）
- 16 山形停車場線
- 17 山形白鷹線
- 18 山形朝日線
- 19 山形山寺線
- 20 山形羽入線
- 21 蔵王公園線
- 22 山形天童線
- 23 天童大江線
- 24 天童寒河江線（かつての天童中山大江線：1993年（平成5年）4月1日山形県告示第354号により現路線に変更[3]。）
- 25 寒河江村山線
- 26 寒河江西川線
- 27 大江西川線
- 28 尾花沢最上線
- 29 尾花沢関山線
- 30 大石田畑線
- 31 舟形大蔵線
- 32 新庄停車場線
- 33 庄内空港立川線（かつての新庄大江線：1993年（平成5年）4月1日山形県告示第354号により廃止[3]。現路線は1994年（平成6年）3月29日山形県告示第306号により認定[2]。）
- 34 新庄戸沢線
- 35 真室川鮭川線（かつての新庄真室川雄勝線：1993年（平成5年）4月1日山形県告示第354号により現路線に変更[3]。）
- 36 新庄次年子村山線
- 37 （かつての雄勝金山線：1994年（平成6年）3月29日山形県告示第306号により現73号に改番[2]。）
- 38 酒田鶴岡線
- 39 （かつての酒田温海線：1993年（平成5年）4月1日山形県告示第354号により廃止[3]。）
- 40 酒田松山線
- 41 酒田停車場線
- 42 酒田港線
- 43 余目加茂線
- 44 余目温海線（不通区間あり）
- 45 立川羽黒山線
- 46 羽黒立川線
- 47 鶴岡羽黒線
- 48 鶴岡停車場線
- 49 山形山辺線（かつての鶴岡加茂線：1993年（平成5年）4月1日山形県告示第354号により廃止[3]。現路線は1994年（平成6年）3月29日山形県告示第306号により認定[2]。）
- 50 藤島由良線（かつての藤島加茂線：1993年（平成5年）4月1日山形県告示第354号により現路線に変更[3]。）
- 51 山形上山線（かつての山北関川線：1994年（平成6年）3月29日山形県告示第306号により現52号に改番[2]。現路線は同告示により認定。）
- 52 山北関川線
- 53 山形永野線
- 54 貫見間沢線
- 55 （欠番）
- 56 新庄舟形線
- 57 戸沢大蔵線
- 58 新庄鮭川戸沢線
- 59 酒田八幡線
- 60 酒田遊佐線
- 61 菅野代堅苔沢線
- 62 仙台山寺線（宮城県境部不通）
- 63 最上鬼首線（冬期閉鎖区間あり）
- 64 - 72 （欠番）
- 73 雄勝金山線（秋田県境部不通）

## 一般県道

### 101 - 200
- 101 米沢浅川高畠線
- 102 南陽川西線
- 103 （欠番、かつての南陽白鷹線：1994年（平成6年）3月29日山形県告示第306号により廃止[2]。）
- 104 狸森上山線（かつての上山白鷹線：1995年（平成7年）4月1日山形県告示第360号により現路線に変更[4]。）
- 105 山辺中山線
- 106（欠番、かつての山形山辺線：1994年（平成6年）3月29日山形県告示第306号により現49号に改番[2]。）
- 107（欠番、かつての仙台山寺線：1994年（平成6年）3月29日山形県告示第306号により現62号に改番[2]。）
- 108 - 109 （欠番）
- 110 天童河北線
- 111 天童山寺公園線
- 112 左沢浮島線
- 113 宮宿浮島線
- 114 月山志津線（かつての最上鬼首線：1994年（平成6年）3月29日山形県告示第306号により現63号に改番[2]。現路線は1995年（平成7年）4月1日山形県告示第360号により認定[4]。）
- 115 藤島羽黒線
- 116 （欠番）
- 117 余目松山線
- 118 庄内空港線
- 119 （欠番、かつての酒田遊佐線：1994年（平成6年）3月29日山形県告示第306号により廃止[2]。）
- 120 東根尾花沢線
- 121 尾花沢大石田線
- 122 東根大森工業団地線
- 123 荻袋大浦線
- 124 荻袋正厳線
- 125 - 130 （欠番）
- 131 羽前水沢停車場由良線
- 132 - 142 （欠番）
- 143 中山三郷寒河江線
- 144 元町高屋線（かつての押切新田立川線：1994年（平成6年）3月29日山形県告示第306号により廃止[2]。現路線は1995年（平成7年）4月1日山形県告示第360号により認定[4]。）
- 145 間沢寒河江山形自転車道線
- 146 - 150 （欠番）
- 151 関根李山線（かつての関根停車場南原線：1995年（平成7年）4月1日山形県告示第360号により現路線に変更[4]。）
- 152 米沢環状線（かつての南米沢停車場線：1995年（平成7年）4月1日山形県告示第360号により現路線に変更[4]。）
- 153 西米沢停車場線
- 154 桧原板谷線（かつての板谷停車場線：1995年（平成7年）4月1日山形県告示第360号により現路線に変更[4]。）
- 155 糠野目亀岡線（かつての糠野目停車場線：1991年（平成3年）3月29日山形県告示第357号により高畠停車場線に変更[5]。1995年（平成7年）4月1日山形県告示第360号により現路線に変更[4]。）
- 156 赤湯停車場線
- 157 赤湯停車場大橋線
- 158 梨郷停車場線
- 159 小国停車場線
- 160 （欠番）
- 161 （欠番：かつての今泉停車場線、2017年（平成29年）1月27日山形県告示第66号により廃止[6]。）
- 162 長井停車場線
- 163 （欠番）
- 164 深山下山線（かつての鮎貝停車場線：1995年（平成7年）4月1日山形県告示第360号により現路線に変更[4]。）
- 165 荒砥停車場線
- 166 久保桜線
- 167 妙見寺西蔵王公園線（かつての蔵王公園妙見寺線：1994年（平成6年）3月29日山形県告示第306号により386号に改番[2]。現路線は同告示により認定。）
- 168 山辺船町線
- 169 十日町仙石線（かつての上山停車場線：1995年（平成7年）4月1日山形県告示第360号により現路線に変更[4]。）
- 170 蔵王成沢長谷堂線（かつての蔵王停車場線：1995年（平成7年）4月1日山形県告示第360号により現路線に変更[4]。）
- 171 （欠番、かつての蔵王停車場長谷堂線：1995年（平成7年）4月1日山形県告示第360号により廃止[4]。）
- 172 北山形停車場大野目線
- 173 北山形停車場城北線
- 174 大野目内表線（かつての羽前千歳停車場線：1995年（平成7年）4月1日山形県告示第360号により現路線に変更[4]。）
- 175 （欠番、かつての楯山停車場線：1995年（平成7年）4月1日山形県告示第360号により廃止[4]。）
- 176 （欠番、かつての山寺停車場線：1995年（平成7年）4月1日山形県告示第360号により廃止[4]。）
- 177 羽前山辺停車場線
- 178 羽前長崎停車場線
- 179 （欠番、かつての天童停車場線：1995年（平成7年）4月1日山形県告示第360号により廃止[4]。）
- 180 寒河江停車場線
- 181 （欠番、かつての羽前高松停車場線：1995年（平成7年）4月1日山形県告示第360号により廃止[4]。）
- 182 （欠番）
- 183 （欠番、かつての左沢停車場線：1995年（平成7年）4月1日山形県告示第360号により廃止[4]。）
- 184 山形空港線
- 185 （欠番、かつての袖崎停車場線：1995年（平成7年）4月1日山形県告示第360号により廃止[4]。）
- 186 （欠番）
- 187 芦沢停車場実栗屋線
- 188 銀山温泉線
- 189 大石田土生田線
- 190 （欠番、かつての舟形停車場線：1995年（平成7年）4月1日山形県告示第360号により廃止[4]。）
- 191 （欠番、かつての真室川停車場線：1995年（平成7年）4月1日山形県告示第360号により廃止[4]。）
- 192 釜淵中田線（かつての釜渕停車場中田線：1995年（平成7年）4月1日山形県告示第360号により現路線に変更[4]。）
- 193 （欠番、かつての及位停車場線：1995年（平成7年）4月1日山形県告示第360号により廃止[4]。）
- 194 （欠番、かつての堺田停車場線：1995年（平成7年）4月1日山形県告示第360号により廃止[4]。）
- 195 （欠番）
- 196 （欠番、かつての長沢停車場線：1995年（平成7年）4月1日山形県告示第360号により廃止[4]。）
- 197 （欠番、かつての升形停車場線：1995年（平成7年）4月1日山形県告示第360号により廃止[4]。）
- 198 （欠番、かつての狩川停車場線：1995年（平成7年）4月1日山形県告示第360号により廃止[4]。）
- 199 （欠番：かつての余目停車場線、2020年（令和2年）7月21日山形県告示第570号により廃止[7]。
- 200 （欠番、かつての藤島停車場線：1995年（平成7年）4月1日山形県告示第360号により廃止[4]。）

### 201 - 300
- 201 （欠番、かつての羽前大山停車場線：1995年（平成7年）10月27日山形県告示第1096号により廃止[8]。）
- 202 （欠番、かつての三瀬停車場線：1995年（平成7年）10月27日山形県告示第1096号により廃止[8]。）
- 203 （欠番、かつての温海停車場線：1995年（平成7年）4月1日山形県告示第360号により廃止[4]。）
- 204 （欠番、かつての鼠ケ関停車場線：1995年（平成7年）4月1日山形県告示第360号により廃止[4]。）
- 205 砂越停車場山楯線
- 206 本楯停車場線
- 207 （欠番、かつての遊佐停車場線：1995年（平成7年）4月1日山形県告示第360号により廃止[4]。）
- 208 遊佐停車場藤崎線
- 209 （欠番、かつての吹浦停車場線：1995年（平成7年）4月1日山形県告示第360号により廃止[4]。）
- 210 鳥海公園吹浦線
- 211 月山公園線
- 212 （欠番、かつての酒田北港線：1993年（平成5年）4月1日山形県告示第354号により廃止[3]。）
- 213 （欠番、かつての漆山停車場線：1995年（平成7年）4月1日山形県告示第360号により廃止[4]。）
- 214 - 230 （欠番）
- 231 （欠番、かつての桧原板谷停車場線：1995年（平成7年）4月1日山形県告示第360号により廃止[4]。）
- 232 板谷米沢停車場線
- 233 綱木米沢停車場線（かつての綱木西米沢停車場線：1995年（平成7年）4月1日山形県告示第360号により現路線に変更[4]。）
- 234 綱木小野川館山線
- 235 万世窪田線（かつての金谷置賜停車場線：1995年（平成7年）4月1日山形県告示第360号により現路線に変更[4]。）
- 236 上和田浅川線（かつての中和田置賜停車場線：1995年（平成7年）4月1日山形県告示第360号により現路線に変更[4]。）
- 237 広幡窪田線（かつての京塚置賜停車場線：1995年（平成7年）4月1日山形県告示第360号により現路線に変更[4]。）
- 238 原中川停車場線
- 239 玉庭時田糠野目線（かつての宿中郡停車場線：1995年（平成7年）4月1日山形県告示第360号により現路線に変更[4]。）
- 240 犬川犬川停車場線
- 241 梨郷赤湯停車場線
- 242 大塚米沢線
- 243 梨郷下伊佐沢線
- 244 口田沢川西線
- 245 笹野下矢来線
- 246 赤湯宮内線
- 247 梨郷宮内線
- 248 上伊佐沢川西線
- 249 南堀端町大町線
- 250 椿川西線
- 251 椿長井線
- 252 木地山九野本線
- 253 寺泉舟場線（かつての八幡草岡長井線：1995年（平成7年）4月1日山形県告示第360号により現路線に変更[4]。）
- 254 高玉広野線（かつての広野蚕桑停車場線：1995年（平成7年）4月1日山形県告示第360号により現路線に変更[4]。）
- 255 黒鴨鮎貝線
- 256 萩生九野本線（かつての福田萩生停車場線：1995年（平成7年）4月1日山形県告示第360号により現路線に変更[4]。）
- 257 中時庭線（かつての原尻時庭停車場線：1995年（平成7年）4月1日山形県告示第360号により現路線に変更[4]。）
- 258 萩生黒沢線（かつての萩生萩生停車場線：1995年（平成7年）4月1日山形県告示第360号により現路線に変更[4]。）
- 259 勧進代舟場線（かつての市野々羽前沼沢停車場線：1994年（平成6年）3月29日山形県告示第306号により廃止[2]。現路線は1995年（平成7年）4月1日山形県告示第360号により認定[4]。）
- 260 長者原下新田線（かつての長者原玉川口停車場線：1995年（平成7年）4月1日山形県告示第360号により現路線に変更[4]。）
- 261 五味沢小国線
- 262 最上小野田線（かつての下新田土尾線：1994年（平成6年）3月29日山形県告示第306号により廃止[2]。現路線は1995年（平成7年）4月1日山形県告示第360号により認定[4]。冬期閉鎖区間あり）
- 263 萱平河崎線（かつての萱平矢来線：1995年（平成7年）4月1日山形県告示第360号により現路線に変更[4]。）
- 264 泥部宮脇線
- 265 （欠番、かつての蔵王温泉永野線：1994年（平成6年）3月29日山形県告示第306号により廃止[2]。）
- 266 小穴二日町線
- 267 十日町山形線
- 268 楢下高畠線
- 269 （欠番、かつての金瓶山形線：1994年（平成6年）3月29日山形県告示第306号により廃止[2]。）
- 270 （欠番、かつての蔵王堀田十日町線：1994年（平成6年）3月29日山形県告示第306号により廃止[2]。）
- 271 下原山形停車場線
- 272 宝沢坊原線
- 273 （欠番、かつての畑谷山辺線：1994年（平成6年）3月29日山形県告示第306号により廃止[2]。）
- 274 中野長町線
- 275 大森中野線（かつての中野七浦線：1995年（平成7年）4月1日山形県告示第360号により現路線に変更[4]。）
- 276 東山七浦線
- 277 長岡中山線
- 278 （欠番）
- 279 荒谷原崎線
- 280 天童停車場若松線（かつての若松天童線：1995年（平成7年）4月1日山形県告示第360号により現路線に変更[4]。）
- 281 天童高原山口線
- 282 皿沼河北線
- 283 日和田河原線
- 284 溝延河原線
- 285 湯野沢寒河江線（かつての沢畑河原線：1995年（平成7年）4月1日山形県告示第360号により現路線に変更[4]。）
- 286 田代白岩線
- 287 （欠番、かつての平塩山辺線：1993年（平成5年）4月1日山形県告示第354号により廃止[3]。）
- 288 （欠番）
- 289 白滝宮宿線
- 290 （欠番）
- 291 小山海味線
- 292 岩根沢綱取線
- 293 （欠番、かつての貫見間沢線：1994年（平成6年）3月29日山形県告示第306号により現54号に改番[2]。）
- 294 大久保村山停車場線（かつての大久保楯岡停車場線：2000年（平成12年）7月21日山形県告示第612号により変更[9]。）
- 295 東根停車場線（かつての新田東根停車場線：1995年（平成7年）4月1日山形県告示第360号により現路線に変更[4]。）
- 296 新田神町停車場線
- 297 田麦野行沢線
- 298 野川行沢線
- 299 樽石河北線
- 300 樽石碁点線

### 301 - 386
- 301 鶴子尾花沢線
- 302 上五十沢構内線
- 303 東根長島線
- 304 中島新田楯岡線
- 305 大石田名木沢線（かつての芦沢大石田線：1995年（平成7年）4月1日山形県告示第360号により現路線に変更[4]。）
- 306 次年子大浦線
- 307 土内五日町線（かつての土内十日町線：1993年（平成5年）4月1日山形県告示第354号により現路線に変更[3]。）
- 308 曲川新庄線
- 309 角沢鳥越線（かつての神田新庄線：1995年（平成7年）4月1日山形県告示第360号により現路線に変更[4]。）
- 310 瀬見新庄線
- 311 萩野泉田停車場線
- 312 金沢五日町線（かつての本合海舟形線：1994年（平成6年）3月29日山形県告示第306号により現56号に改番[2]。現路線は1995年（平成7年）4月1日山形県告示第360号により認定[4]。）
- 313 泉田新庄線（かつての大芦沢京塚新庄線：1994年（平成6年）3月29日山形県告示第306号により現路線に変更[2]。）
- 314 向町最上西公園線（かつての居口津谷停車場線：1994年（平成6年）3月29日山形県告示第306号により廃止[2]。現路線は1995年（平成7年）4月1日山形県告示第360号により認定[4]。）
- 315 平田鮭川線（かつての山元升形停車場線：1994年（平成6年）3月29日山形県告示第306号により現路線に変更[2]。）
- 316 最上西公園線
- 317 （欠番、かつての一刎向町線：1995年（平成7年）4月1日山形県告示第360号により廃止[4]。）
- 318 新庄長沢尾花沢線（かつての長沢尾花沢線：1995年（平成7年）4月1日山形県告示第360号により現路線に変更[4]。）
- 319 赤坂真室川線
- 320 仁田山平岡線
- 321 蟻喰羽前豊里停車場線
- 322 砂子沢小又釜渕線（かつての砂子沢小又釜渕停車場線：1995年（平成7年）4月1日山形県告示第360号により現路線に変更[4]。）
- 323 稲沢下野明線（かつての蒲沢下野明線：1995年（平成7年）4月1日山形県告示第360号により現路線に変更[4]。）
- 324 平岡日当線
- 325 東法田大堀線
- 326 杉ノ入月楯線（かつての杉ノ入向町線：1995年（平成7年）4月1日山形県告示第360号により現路線に変更[4]。）
- 327 （欠番）
- 328 神田川口線（かつての名高日下線：1995年（平成7年）4月1日山形県告示第360号により現路線に変更[4]。）
- 329 （欠番、かつての肘折古口停車場線：1993年（平成5年）4月1日山形県告示第354号により廃止[3]。）
- 330 福寿野熊高線
- 331 片倉塩線
- 332 面野山鶴岡線
- 333 鶴岡広野線（かつての庄内空港線：1994年（平成6年）3月29日山形県告示第306号により廃止[2]。現路線は2004年（平成16年）3月16日山形県告示第311号により認定[10]。）
- 334 三瀬水沢線
- 335 湯田川羽前水沢停車場線
- 336 西目大山線
- 337 （欠番、かつての東岩本青竜寺鶴岡線：1995年（平成7年）4月1日山形県告示第360号により廃止[4]。）
- 338 湯田川大山線
- 339 添津藤島停車場線
- 340 長沼八色木線
- 341 東沼長沼余目線（かつての長沼吉岡線：1987年（昭和62年）12月22日山形県告示第1766号により長沼余目線に変更[11]。1995年（平成7年）4月1日山形県告示第360号により現路線に変更[4]。）
- 342 西袋廻館線
- 343 添川上藤島線
- 344 大中島工藤沢線
- 345 （欠番、かつての菅野代五十川停車場線：1984年（昭和59年）5月1日山形県告示第589号により菅野代堅苔沢線に変更[12]。1994年（平成6年）3月29日山形県告示第306号により現61号に改番[2]。）
- 346 中川代川尻余目線
- 347 （欠番、かつての大鳥落合線：1995年（平成7年）4月1日山形県告示第360号により廃止[4]。）
- 348 温海川木野俣大岩川線
- 349 鶴岡村上線（冬期閉鎖区間あり）
- 350 𣗄代鶴岡線
- 351 𣗄代大網線
- 352 生石酒田停車場線（かつての生石浜田線：1993年（平成5年）4月1日山形県告示第354号により生石新橋線に変更[3]。1995年（平成7年）4月1日山形県告示第360号により現路線に変更[4]。）
- 353 吹浦酒田線（かつての吹浦西谷地酒田線：1995年（平成7年）4月1日山形県告示第360号により現路線に変更[4]。）
- 354 勝浦法木線
- 355 宮野浦坂野辺新田線
- 356 小浜猪子線
- 357 浜中余目線
- 358 廻館松山線
- 359 家根合新堀線
- 360 砂越余目線
- 361 大沼新田清川停車場線
- 362 海ヶ沢松山線
- 363 田沢下新田線
- 364 安田砂越停車場線
- 365 円能寺砂越停車場線
- 366 升田観音寺線
- 367 北境曙線（かつての北境大多新田線：1995年（平成7年）4月1日山形県告示第360号により現路線に変更[4]。）
- 368 鳥海公園青沢線（かつての藤塚八幡線：1994年（平成6年）3月29日山形県告示第306号により廃止[2]。現路線は1995年（平成7年）4月1日山形県告示第360号により認定[4]。）
- 369 比子八幡線（かつての六ツ新田八幡線：1995年（平成7年）4月1日山形県告示第360号により現路線に変更[4]。）
- 370 （欠番、かつての一の滝遊佐線：1994年（平成6年）3月29日山形県告示第306号により廃止[2]。）
- 371 菅里直世下野沢線
- 372 （欠番、かつての吹浦吹浦停車場線：1995年（平成7年）4月1日山形県告示第360号により廃止[4]。）
- 373 杉沢南鳥海停車場線
- 374 比子南鳥海停車場線
- 375 十里塚遊佐線
- 376 関根刈安線
- 377 西郡居口線
- 378 岳谷上屋地線
- 379 日和田松川線
- 380 長瀞野田線
- 381 村山大石田線（かつての横山境ノ目線：1995年（平成7年）4月1日山形県告示第360号により現路線に変更[4]。）
- 382 （欠番、かつての境ノ目楯岡線：1995年（平成7年）4月1日山形県告示第360号により廃止[4]。）
- 383 板井川下山添線
- 384 米沢県南公園自転車道線（置賜自転車道）
- 385 立川鶴岡自転車道線
- 386 （欠番、かつての蔵王公園妙見寺線：1995年（平成7年）4月1日山形県告示第360号により廃止[4]。）